# Кам'яний Міст (селище)
Кам'яний Міст — селище в Україні, у Первомайському районі Миколаївської області. Адміністративний центр Кам'яномостівської селищної громади. Розташоване за 20 км на південь від районного центру — міста Первомайська. Залізнична станція на лінії Борщі — Підгородна. Населення становить 1535 осіб.

## Історія
З введенням у 1867 році в дію залізничної ділянки Балта — Ольвіополь на полях поблизу села Катеринка Кам'яномостівської волості Ананьївського повіту Херсонської губернії була облаштована залізнична станція, що отримала назву Катеринка (рос. Екатериновка). Однак, оскільки в Російській імперії вже існувала станція з такою ж назвою, через 8 років щойно збудовану станцію перейменували в Кам'яний Міст по назві найближчого після Катеринки села.
З появою залізничної станції було покладено початок селищу біля неї. Насамперед тут селилися працівники станції та обслуговуючий персонал залізничного полотна. Вони мешкали в бараках та казенних пристанційних будинках. Лише наприкінці ХІХ сторіччя тут почали селитися селяни, чиї земельні наділи знаходились поруч зі станцією. Заселялась переважно північна частина прилеглої до стації площі.
З початком примусової колективізації почалась забудова й південної частини. Навпроти станції розмістилась Кам'яномостівська МТС. Майже одночасно з нею виникла нафтобаза для забезпечення паливно-мастильними матеріалами МТС і колгоспів. Тоді ж побудовано й хлібоприймальний пункт «Заготзерна».
В роки німецько-радянської війни станція та селище біля неї зазнали значних руйнувань: висаджено у повітря залізничний вокзал, розграбовано ремонтні майстерні МТС та електростанцію, підірвано нафтові цистерни, вивезено обладнання хлібоприймального пункту, зруйновано більшість громадських споруд.
Після ліквідації у 1958 році МТС, на її базі був створений механічний завод, що згодом виріс у Кам'яномостівський завод сільськогосподарських машин.
У повоєнні роки селище довкола станції активно розбудовувалось, з'являлись нові вулиці.
До 1963 року селище відносилось до Катеринківської сільської ради. У 1963 році були об'єднані Катеринківська та Полтавська сільські ради й утворена нова Кам'яномостівська сільська рада.

## Населення

### Мова
Розподіл населення за рідною мовою за даними перепису 2001 року:
| Мова            | Кількість | Відсоток |
| --------------- | --------- | -------- |
| українська      | 1473      | 95.96%   |
| російська       | 50        | 3.25%    |
| румунська       | 4         | 0.26%    |
| білоруська      | 1         | 0.07%    |
| інші/не вказали | 7         | 0.46%    |
| Усього          | 1535      | 100%     |

## Промисловість

### Кам'яномостівська МТС
Кам'яномостівська ордена «Знак Пошани» машинно-тракторна станція створювалась у 1929—1930 роках. Спочатку тракторний парк МТС був укомплектований переважно «Фордзонами», «Красними путіловцами» та «Інтернаціоналами», згодом почали надходити колісні ХТЗ, а напередодні війни — «Універсали», гусеничні ЧТЗ, СТЗ. Перші комбайни «Комунар» надійшли взимку 1931—1932 років. Тривалий час директором МТС був депутат Верховної Ради СРСР 1-3 скликань Данило Степанок. За роки його керівництва МТС вважалась однією з найкращих в Одеській області, за що була нагороджена орденом «Знак Пошани». МТС мала в своєму складі 14 бригад і обслуговувала 41 колгосп. Ліквідована у 1958 році.

### Завод сільгоспмашин
Кам'яномостівський завод сільськогосподарських машин бере свою історію зі створеного на базі МТС механічного заводу, що займався ремонтом автомашин і окремих вузлів до них. З роками заводські потужності зростали й він був перепрофільований у машинобудівний. Продукцією заводу стали окремі деталі до тракторів, дощувальні установки ДДН-70, насосні станції СНН-75-40. Останньою продукцією заводу були обпилювачі ОШУ-50А. Нині завод припинив свою роботу.

## Соціальна сфера
У селищі розташована Кам'яномостівська середня загальноосвітня школа I–III ступенів, дитячий садок, фельдшерсько-акушерський пункт, бібліотека.